# 5743 Като
5743 Като (5743 Kato) — астероїд головного поясу, відкритий 19 жовтня 1990 року.
Тіссеранів параметр щодо Юпітера — 3,630.